# Retezat-Gebirge
Das Retezat-Gebirge (rum. Munții Retezat, ungar. Retyezát-hegység) ist der Hauptgebirgsstock der Retezat-Godeanu-Gruppe, des westlichsten Teils der Südkarpaten in Rumänien. Wichtige Teile des Gebirges stehen unter Schutz: es wurde 1935 zum ersten rumänischen Nationalpark erklärt, der (etwa neben Pirin und den Tatra-Nationalparks in Polen und Slowakei) eines der wichtigsten Hochgebirgs-Naturschutzgebiete in Europa außerhalb der Alpen darstellt.
Der Nationalpark Retezat liegt im Westen des Massivs, im Zentrum der Gebirgsgruppe, ab einer Meereshöhe von 794 m bis zum höchsten Punkt des Gebirges, dem Peleaga-Gipfel mit 2509 m Höhe. Weitere 19 Gipfel erreichen Höhen von über 2000 m, z. B. Păpușa (2508 m), Retezat (2482 m), Vârful Mare (2463 m), Custura (2457 m) und Bucura (2433 m).
Der Lacul Bucura im Zentrum des Massivs ist der größte natürliche See in den rumänischen Karpaten.
Das Gebiet gehört zum Kreis Hunedoara und somit noch zum innerrumänischen Transsylvanien (Siebenbürgen). Die umliegenden Täler bilden einen scharfen Kontrast zu dem immer noch von sehr traditioneller Berg-Landwirtschaft geprägten Gebirge, da sie überwiegend von Schwerindustrie eingenommen sind. Die Region ist ein Zentrum der rumänischen Kohleförderung. Etwa 60 Prozent der Berufstätigen arbeiten in den Kohleminen. Petroșani (dt. Petroschen – früher auch Steinthal), östlich an der Zweigung der Täler, wird sogar teilweise Stadt der Kohle genannt. Diese Kohlevorkommen sind schon lange bekannt und in Nutzung (1788 – siehe Vulcan). Die Kohle wird teilweise in der Umgebung des Retezat-Gebirges – etwa in Vulcan (Wolkersdorf), Uricani oder nördlich des Gebirges in Călan – genutzt.

## Geographie
Das Retezat-Gebirge bildet das zentrale Massiv des westlichen Endes der Südkarpaten, einen letzten alpinen Höhepunkt, ab dem das Gebirge nach Westen und Südwesten hin abfällt. Nach Osten hin wird es durch einen tiefen Einschnitt vom Mittelteil der Südkarpaten, der Gebirgsgruppe Șureanu-Parâng-Lotrului getrennt. Im Einzelnen wird es durch das Tal des Strei (Strell) nach Nordosten hin von den Munții Șureanu und ganz im Osten durch das Tal des Jiu (Schil) von den Munții Parâng getrennt. Diese Täler bilden einen der drei großen Durchbrüche bzw. Übergänge der Südkarpaten zwischen Siebenbürgen und der Walachei. Südlich gelangt man in die Kleine Walachei.
Im Süden teilt das in west-östlicher Richtung verlaufende, die Retezat-Godeanu-Gruppe zentral nach Osten entwässernde Tal von Lupeni (gespr.: Lupèn, dt. Schylwolfsbach), diese Gebirgsgruppe – und das Retezat-Gebirge von den südlich gelegenen Munții Vâlcan. Dieses Tal zweigt bei Petroșani vom Valea Jiului (Schiltal) nach Westen ab. Es ist das Tal des westlichen Jiu-Quellflusses, Jiul de Vest, der sich dort mit dem östlichen Zufluss – Jiul de Est, der zwischen Șureaner- und Parâng-Gebirge entspringt – vereint.

### Berge mit mehr als 2000 m Höhe

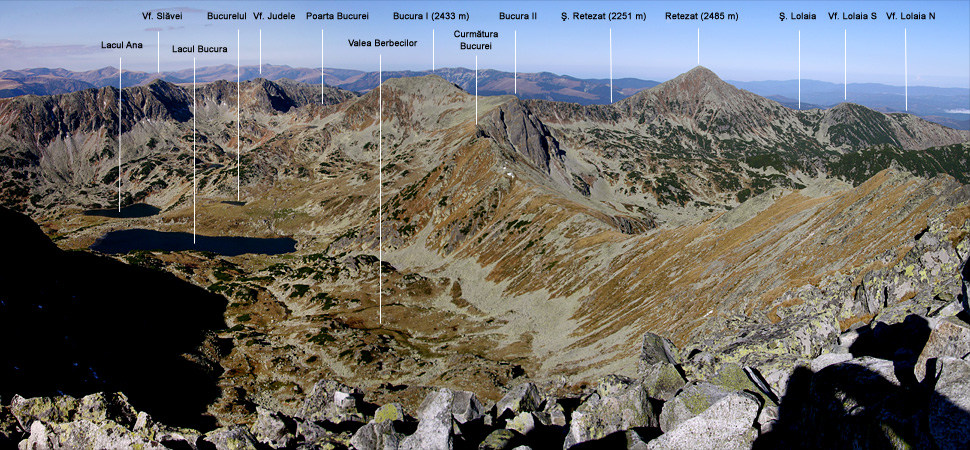
Das Retezatgebirge vom Peleaga aus, mit Angabe einiger Landmarken

| - Peleaga 2509 m, - Păpușa 2508 m, - Retezat 2482 m, - Mare 2463 m, - Custura 2457 m, - Bucura 2433 m, - Sântămaria 2400 m, - Judele 2398 m, - Bucura II 2372 m, - Țapu 2372 m, | - Custura Bucurei 2370 m, - Păpușa Mică 2370 m, - Bârlea 2348 m, - Slăveiu 2347 m, - Obârșia Nucșoarei 2346 m, - Morii 2340 m, - Ciumfu Mare 2335 m, - Șesele Mari 2324 m, - Valea Rea 2311 m |

### Geologie
Das Hauptmassiv besteht aus kristallinem Schiefer und Granitdiorit. Lediglich der sogenannte „Kleine Retezat“ ist ein aus Kalkstein bestehendes Karstmassiv.

## Tourismus

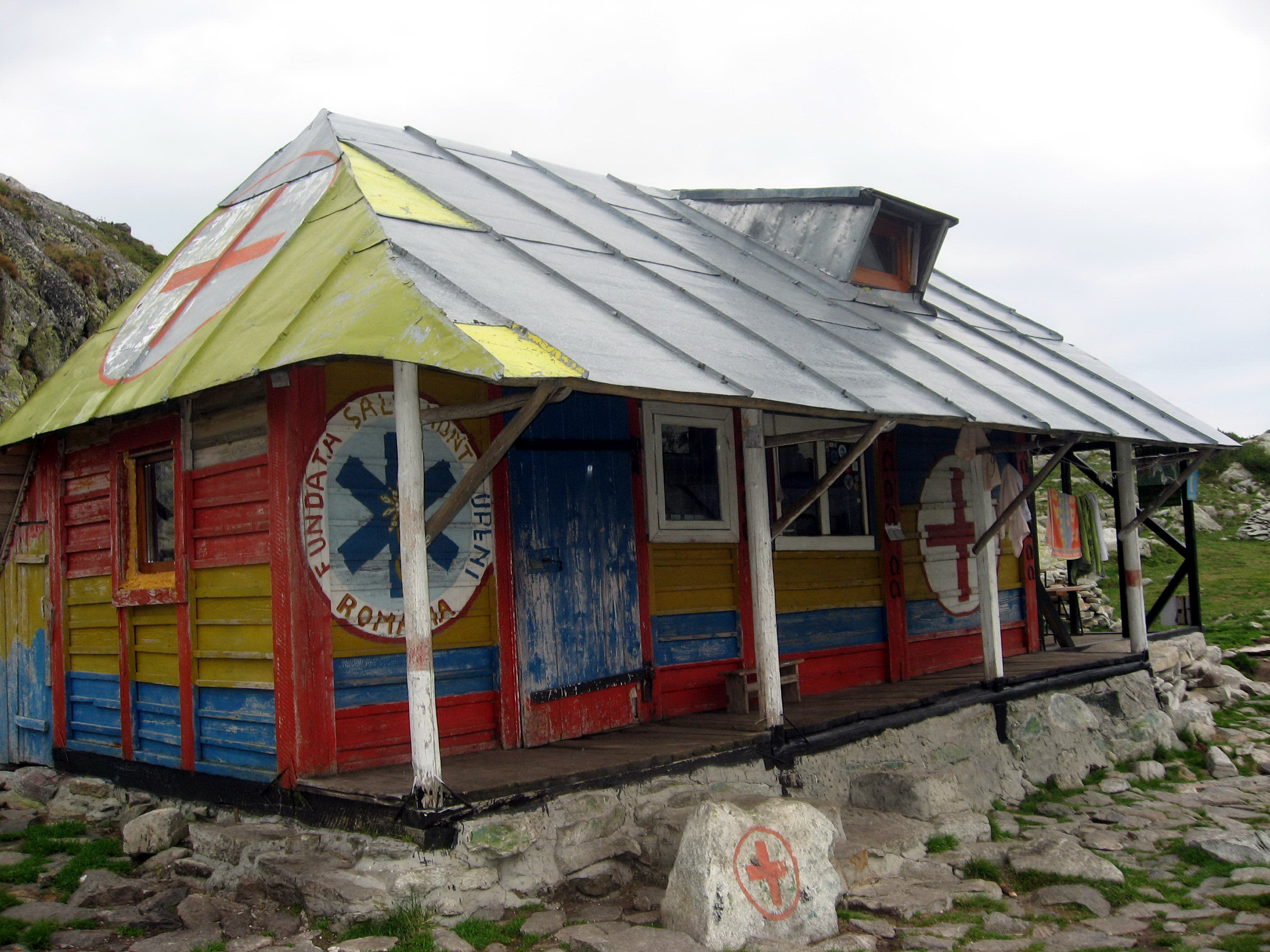
Hütte am Bucura-See

Das Retezatgebirge ist – auf den Nationalpark bezogen – touristisch gut erschlossen, was an den zahlreichen, gut markierten Wanderwegen und den angelegten Campingplätzen ersichtlich ist. Wildes Kampieren ist verboten. Die Wege sind teilweise recht schwierig zu begehen, da sie oft lediglich aus groben Felsblöcken bestehen.
Campingmöglichkeiten:
- Cabana Pietrele: im nördlichen Teil gelegen, viele Mücken, schlammig, macht insgesamt einen ungepflegten Eindruck.

- Lacul Bucura (direkt am See): herrlicher Ausblick auf das Bergpanorama (Bucura, Peleaga, Judele). Es kann dort eng werden, da nicht allzu viel Platz für die für gewöhnlich hohe Besucheranzahl vorhanden ist.

- Poiana Pelegii: viel Platz, im Tal gelegen, direkt an einem kleinen Bach.

- La Fete, bei Cabana Buta: direkt am Bach gelegen; es gibt einige gute Campingmöglichkeiten.

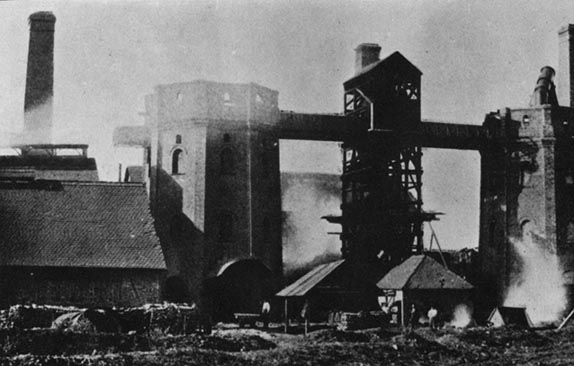
Hochofen in Kalan (Călan) 1896

## Einige Bilder

Vf. Retezat (2482 m)
Lacul Bucura
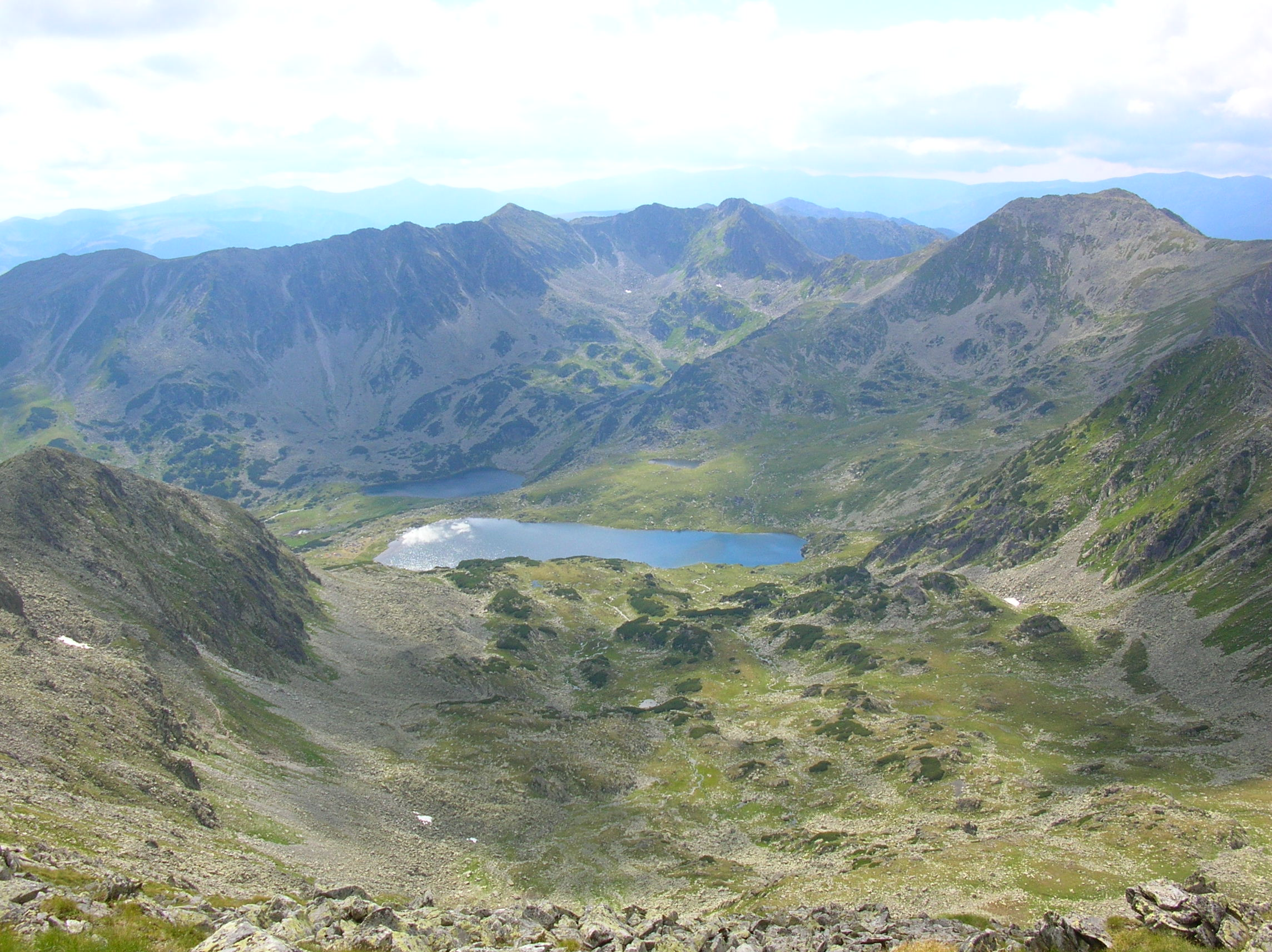
Lacul Bucura vom Vf. Peleaga aus gesehen
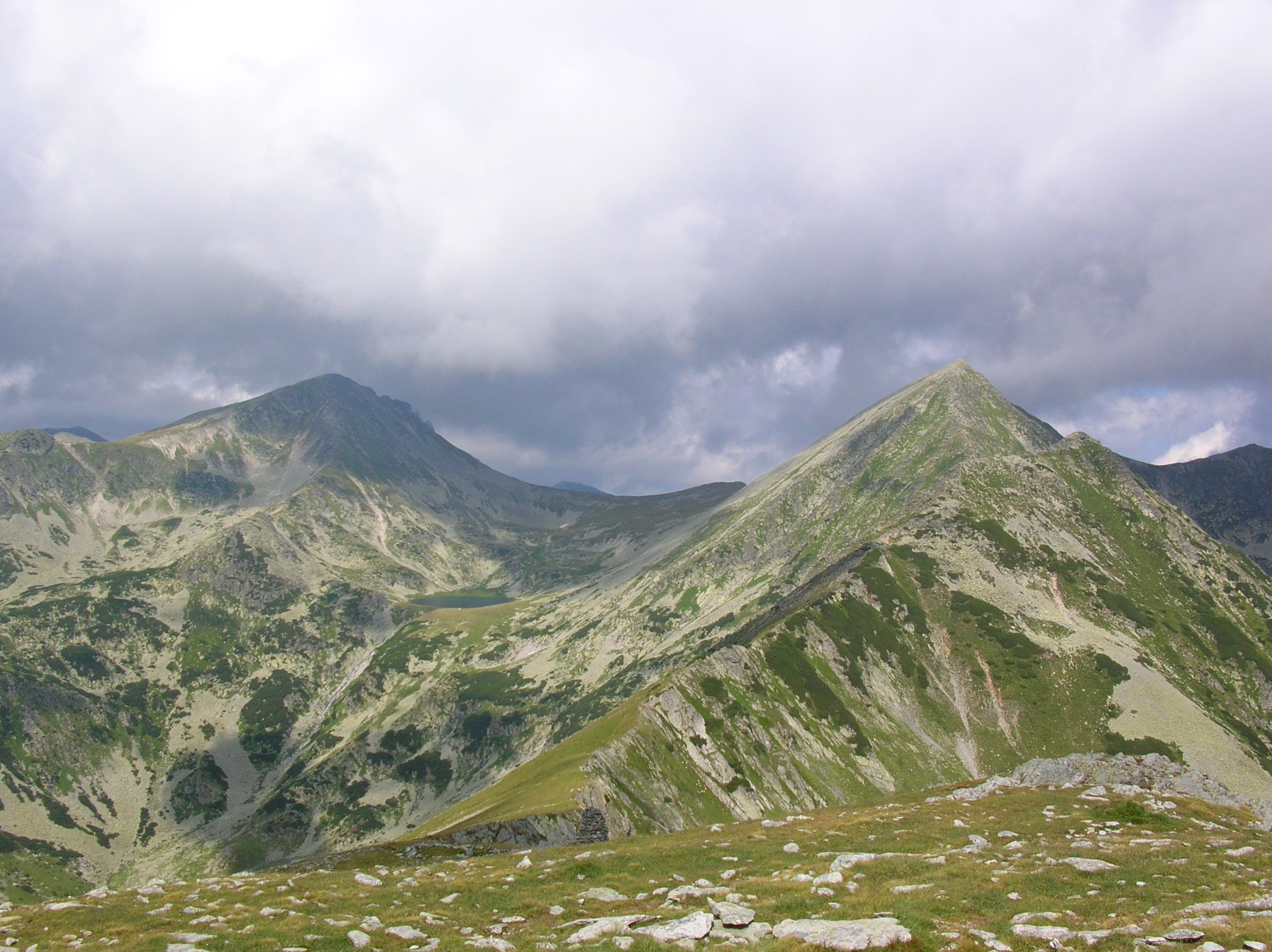
Links Vf. Peleaga (2509 m), rechts Vf. Păpuşa (2508 m)
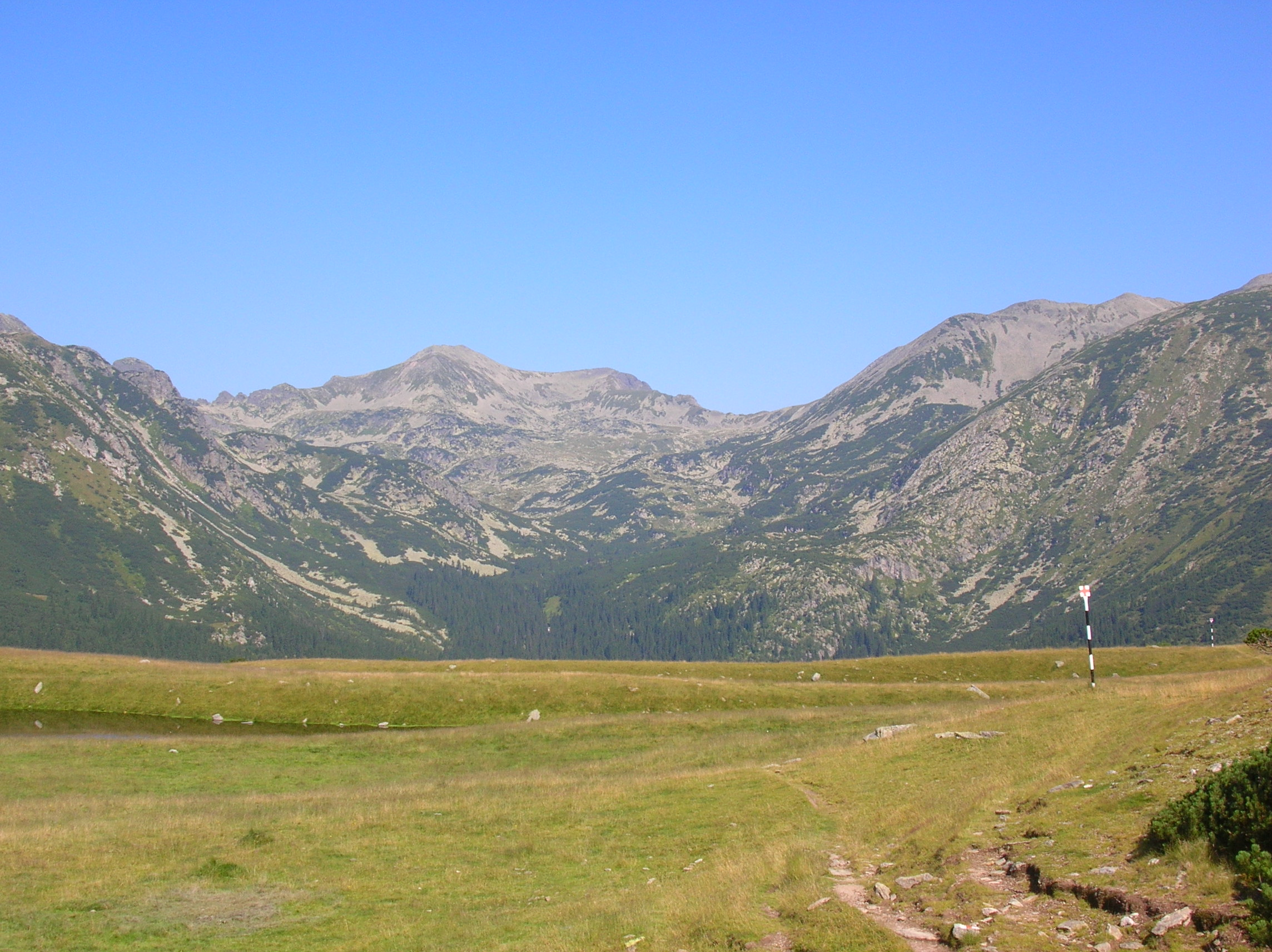
Vf. Bucura (2433 m) von Şaua Plaiul Mic (1879 m) aus gesehen
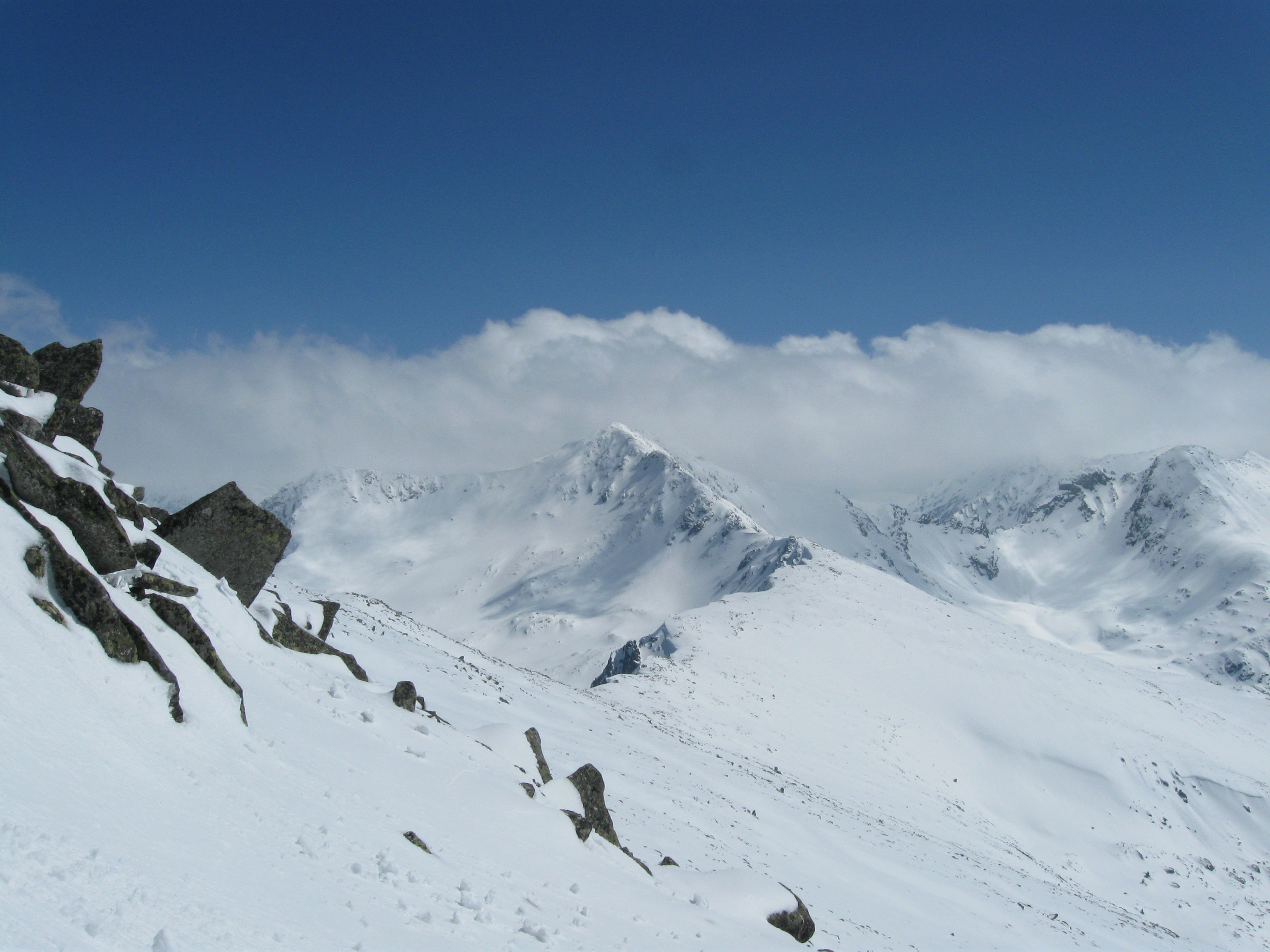
Der Bucura-Gipfel verschneit im Frühjahr (vom Südhang des Retezat gesehen)